# Кристиансен-Клаузен, Макс

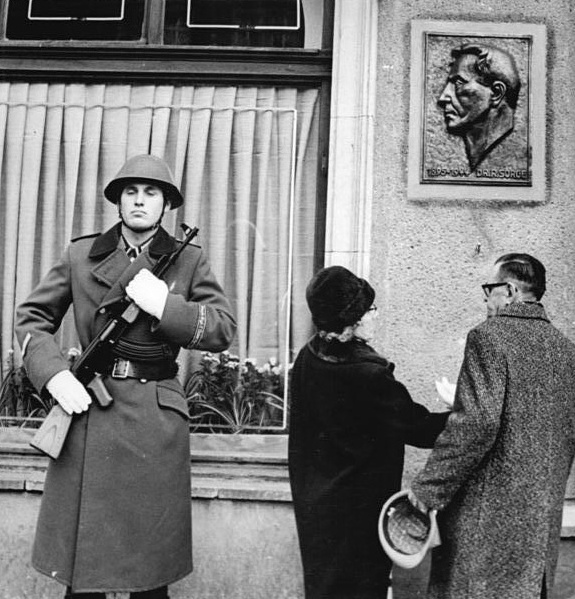
Макс Кристиансен-Клаузен и его супруга Анна открывают мемориальную доску Рихарду Зорге на улице его имени в берлинском районе Фридрихсхайн. 1969

Макс Кристиа́нсен-Кла́узен (нем. Max Christiansen-Clausen, до 1946 года Макс Готфрид Фридрих Клаузен (нем. Max Gottfried Friedrich Clausen); 27 февраля 1899, Нордштранд — 15 сентября 1979, Берлин) — немецкий коммунист, сотрудник ГРУ Генерального штаба РККА.

## Биография
Сын религиозного каменщика, Макс Клаузен вырос в Северной Фризии на острове Нордштранд. По окончании школы в 1914 году хотел учиться на слесаря-механика, но не мог оплатить учёбу и был вынужден работать наёмным рабочим в крестьянском хозяйстве. В 1917 году был призван в армию и служил в подразделении связи в Нойштрелице, где приобрёл навыки электротехника. Позднее работал на строительстве радиомачт в разных городах Германии и познакомился с социал-демократами, оказавшими на него влияние.
Клаузен выучился на связиста и был откомандирован на фронт во Францию. Во время немецкого артиллерийского обстрела газовыми гранатами с синим крестом при смене направления ветра Клаузен надышался газом. Вернувшись с частью в Кобленц и получив отказ в демобилизации, дезертировал из армии и попал под арест. Позднее Клаузен подал рапорт на увольнение по болезни отца.
Отец Макса Клаузена умер в 1919 году, мать умерла ещё в 1902 году, а его брат погиб на фронте за неделю до окончания войны. Работал матросом в Гамбурге, побывал во многих портах Европы, Северной Африки и Азии. В 1922 году вступил в Красные профсоюзы. В Штеттине в июле 1922 года участвовал в забастовке моряков и был приговорён к трём месяцам заключения. Потеряв работу на корабле, устроился пропагандистом и профсоюзным агитатором в Германском союзе матросов при КПГ. В 1924 году на парусном судне побывал в Мурманске и Петрограде. В следующем году Клаузен вступил в Союз красных фронтовиков и Красную помощь Германии. В 1927 году Клаузен вступил в КПГ.

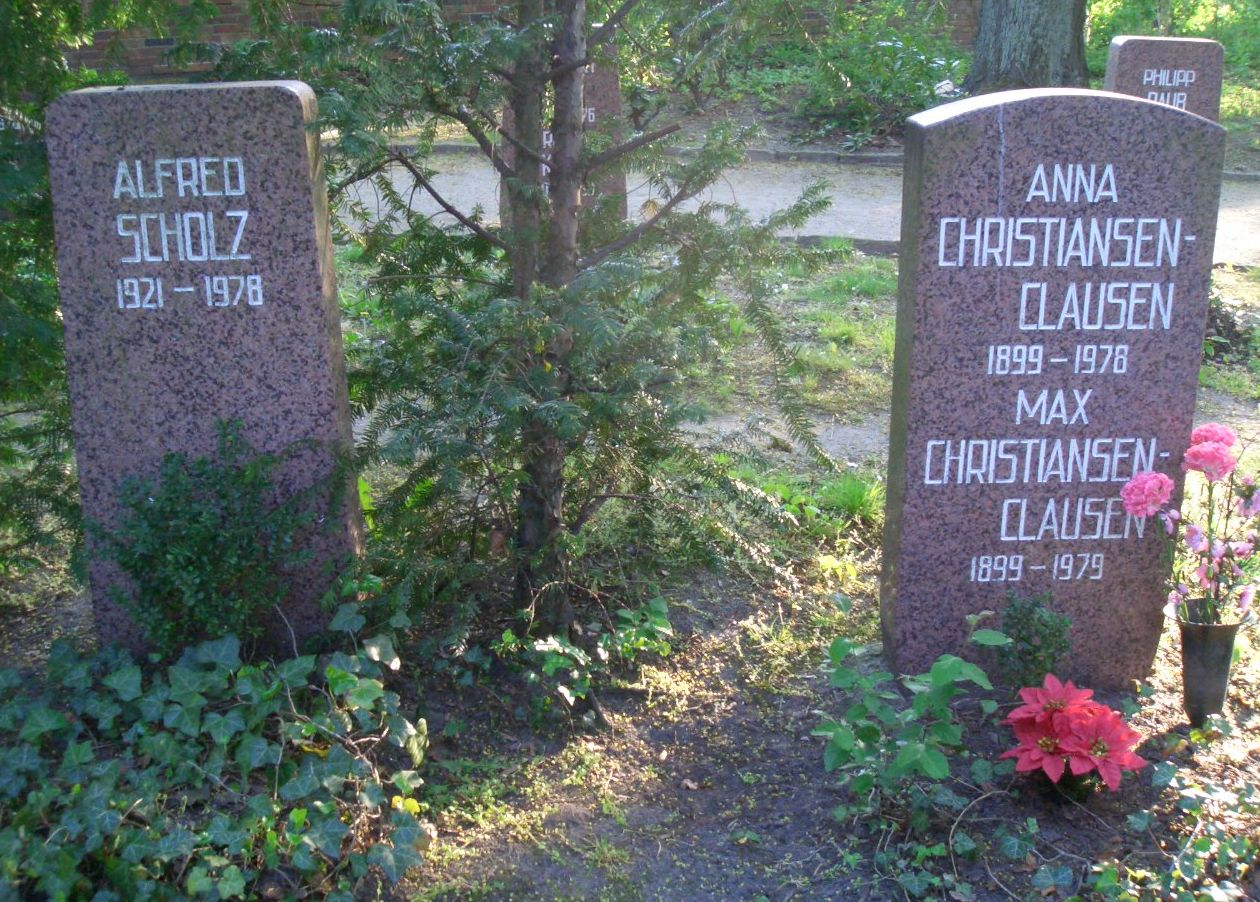
Могила Макса Кристиансена-Клаузена на Центральном кладбище Фридрихсфельде

В сентябре 1928 года Клаузен получил приглашение в Москву, где ему надлежало явиться в ГРУ к  начальнику отдела разведки Я. К. Берзину.  В ГРУ Клаузен получил новое имя Макс Шенк и научился работать с рацией. Со своим первым заданием Клаузен отправился в Шанхай под начало А. М. Гуревича и работал с ним связистом. В 1929 году Гуревича сменил Рихард Зорге, который направил Клаузена своим представителем в Гуанчжоу.
В Шанхае Макс Клаузен познакомился со своей ровесницей Анной Валлениус, в девичестве Жданковой, уроженкой Новониколаевска, ставшей гражданкой Финляндии благодаря браку с финским коммерсантом. С Валлениусом Анна познакомилась в Семипалатинске, и после Февральской революции они вместе бежали в Шанхай, где её супруг умер в 1927 году. Анна Валлениус впоследствии вышла замуж за Макса Клаузена. В Гуанчжоу они выехали вместе, далее работали в Мукдене, где находился штаб японской армии. В августе 1933 года Клаузен вернулся в Москву, где был направлен в новую школу радистов на Ленинских горах, затем выезжал по заданию в Одессу и в 1934 году — в Красный Кут в Республику немцев Поволжья. Летом 1935 года Макс и Анна были направлены в Токио к Рихарду Зорге. Перед ними была поставлена задача предотвращения военного конфликта между СССР и Японией. Непосредственное руководство было поручено Л. А. Боровичу.
Радиоаппаратуру для агентурной связи Клаузен делал на месте работы сам, чтобы не рисковать по дороге. Передатчики он строил по простейшим схемам, отдельные части их хранились порознь среди домашнего хлама и собирались вместе только на время сеанса. Радиосвязь велась в любительских диапазонах, в целях маскировки шифровки из Токио сдабривали безобидными фразами на обычном радиожаргоне.
18 октября 1941 года Макс Клаузен был арестован вместе с сотрудниками Зорге и 29 января 1943 года приговорён к пожизненному лишению свободы. Анне Клаузен было назначено наказание в виде семи лет лишения свободы (впоследствии срок сократили до трёх лет). 
Клаузена освободили американцы в сентябре 1945 года после капитуляции Японии, в 1946 году супруги покинули Японию. Через посольство СССР они вылетели во Владивосток, где в течение четырёх недель находились на лечении. Клаузену была сделана операция по удалению опухоли в печени.
Перед выездом в Советскую зону оккупации Германии Клаузен и его жена получили новые документы на имя Кристиансена. Поселившись в Вильдау, Клаузен вступил в СЕПГ. Работал инструктором по кадрам одной из судоверфей в Берлине, затем работал на нескольких крупных предприятиях в Берлине. В 1964 году супруги оформили документы на свою подлинную фамилию — Клаузен. Похоронен в Мемориале социалистов на Центральном кладбище Фридрихсфельде.
19 января 1965 года Указом Президиума Верховного Совета СССР был награжден орденом Красного Знамени. Его жена Анна была награждена орденом Красной Звезды. Министр государственной безопасности ГДР вручил супругам Клаузенам золотые медали за заслуги перед Народной армией.

## Сочинения
- Dem Morgenrot entgegen, in: Der Binnenschiffer, Nr. 8/1960 bis Nr. 17/1961, Berlin